# ردينة معلا
ردينة معلا (1977 - 12 سبتمبر 2009) سباحة سورية.

## سيرة
ولدت ردينة في دمشق عام 1977، وتخرجت من قسم الأدب الفرنسي في جامعة دمشق. اعتزلت ردينة السباحة عام 2004 وتفرغت لتعليم الأطفال السباحة في مدرسة أشقاء معلا. توفيت إثر نوبة قلبية في 12 أيلول 2009.

## إنجازات رياضية
لردينة العديد من الإنجازات الرياضية على الصعيد السوري والعالمي منها 
- المركز الأول في بطولة العرب 2003
- المركز الثالث ببطولة العالم باليابان عام 1998
- المركز الثاني في سلسلة كأس العالم بالأرجنتين في مسابقة السباحة للمسافات الطويلة
- المركز الأول في سباق اليونان الدولي عام 2002
- المرتبة الثانية في سباق النيل الدولي لأربع سنوات متتالية بين عامي 1996 و 2000
- أصغر سبّاحة في سباق الفتيان لوزان (الفرنسي السويسري) بعمر 12 عاماً ولمسافة 12 كم
- عبور بحر المانش